# Sudbury River
Der Sudbury River ist der rechte Quellfluss des Concord River im US-Bundesstaat Massachusetts.

## Geographie
Der Sudbury River entspringt in einem Sumpfgebiet in Westborough und fließt von dort in östliche Richtung. Nach etwa 51 km vereinigt er sich in Concord mit dem Assabet River. Sein Einzugsgebiet erstreckt sich insgesamt über 420 km2. In seinem Verlauf bildet er zunächst die Grenze zwischen den Städten Southborough und Hopkinton und fließt dann durch die Stadtgebiete von Ashland und Framingham. Nachdem er einige Seen passiert hat, fließt er in nördlicher Richtung weiter durch die Städte Wayland, Sudbury und Lincoln.

## Geschichte
Der Fluss war schon seit jeher wichtig für die Region. Vor der Besiedelung Nordamerikas wurde er von den nordamerikanischen Ureinwohnern als Wasserweg zur Atlantikküste benutzt. Während der Kolonialisierung der Region wurden Dämme gebaut, um das Wasser zur Energiegewinnung zu nutzen. Anfang des 19. Jahrhunderts wurde der Fluss sogar zeitweilig umgeleitet, um Boston mit Trinkwasser zu versorgen. Heute ist er ein beliebtes Ziel für Kanuausflüge.
Am 9. April 1999 wurden die unteren 26 km des Sudbury River als National Wild and Scenic River ausgezeichnet.

## Umwelt
Wie andere Flüsse in diesem Gebiet hat der Sudbury River mit starker Verschmutzung durch die Industrie zu kämpfen. Anfang des 21. Jahrhunderts führte die Verschmutzung mit Quecksilber durch eine Fabrik in Ashland dazu, dass die EPA auf die Verschmutzung aufmerksam wurde. Daraufhin wurde damit begonnen, den Fluss zu säubern. Der Verzehr von Fisch aus dem Fluss ist jedoch immer noch nicht zu empfehlen (Stand: 2008).